# NGC 7645
NGC 7645 est une galaxie spirale barrée située dans la constellation du Sculpteur. Sa vitesse par rapport au fond diffus cosmologique est de 6 623 ± 21 km/s, ce qui correspond à une distance de Hubble de 97,7 ± 6,8 Mpc (∼319 millions d'al). NGC 7645 a été découverte par l'astronome britannique John Herschel en 1834.

## Paire de galaxies

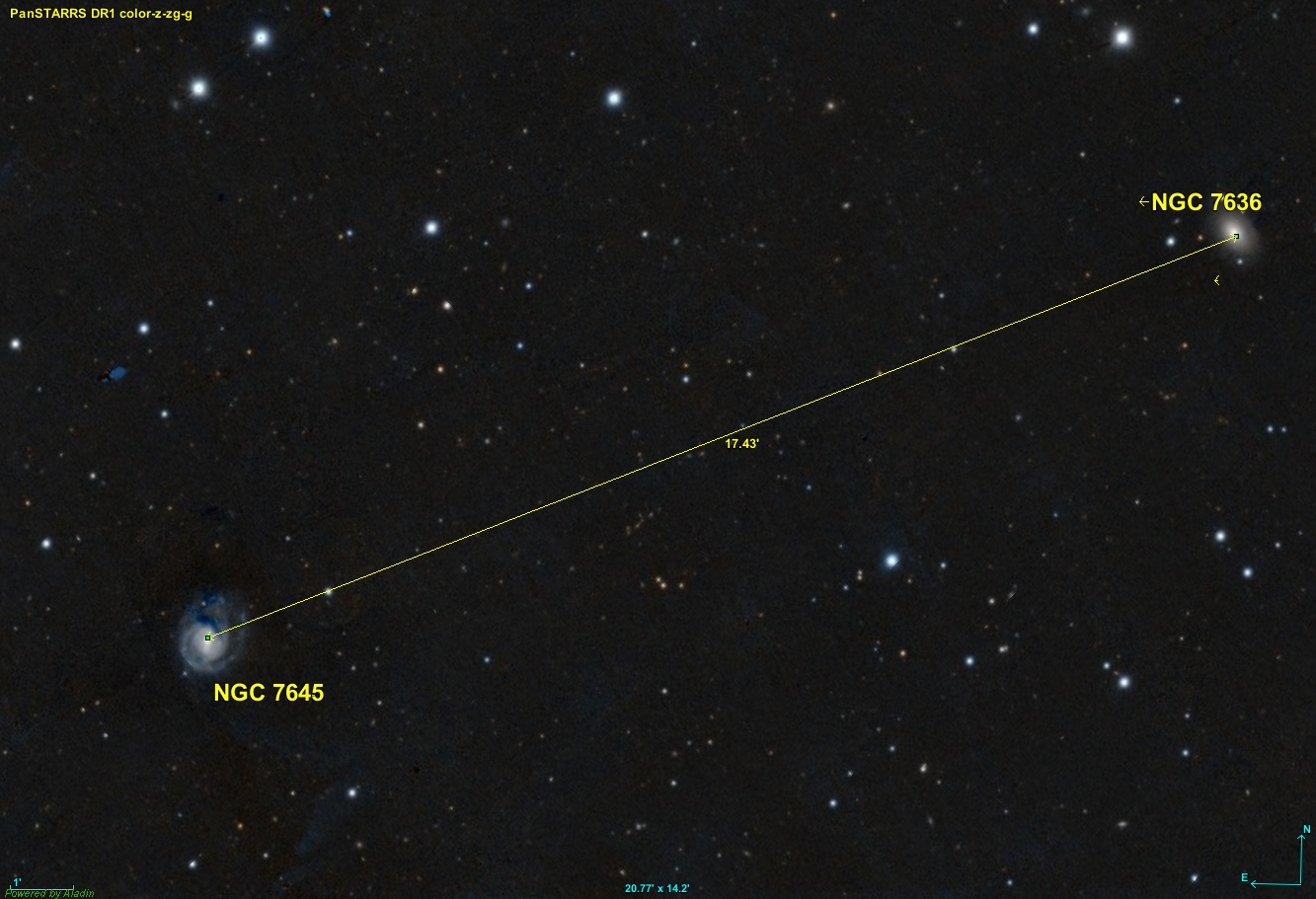
La paire de galaxie NGC 7636 et NGC 7645.

Selon Soares et ses collègues, NGC 7636 et NGC 7645 forment une paire de galaxies avec une probabilité de 0,57. La distance de Hubble de NGC 7636 est de 9 906,68 ± 6,96 Mpc (∼32,3 milliards d'al), ce qui est presque la même que celle de NGC 7336. De plus une diatance angulaire de 17,4' séparent les galaxies, confirmant ainsi qu'il s'agit probablement d'une paire réelle de galaxies.